# Belfer: Przegrana nie wchodzi w grę
Belfer: Przegrana nie wchodzi w grę (ang. The Substitute: Failure Is Not An Option) – amerykański film sensacyjny z 2001 roku w reżyserii Roberta Radlera.

## Opis fabuły
Generał Teague (J. Don Ferguson) niepokoi się faktem, że wśród kadetów zyskują popularność idee faszystowskie. Prosi o pomoc byłego najemnika Karla Thomassona (Treat Williams). Ten szybko ustala, że w szkole działa neonazistowska organizacja. Na jej czele stoją wysocy rangą oficerowie.

## Obsada
- Treat Williams jako Karl Thomasson
- Angie Everhart jako Jenny
- Patrick Kilpatrick jako Brack
- Bill Nunn jako Luther
- Tim Abell jako Devlin
- Grayson Fricke jako Ted Teague
- Simon Rhee jako Lim
- Scott Miles jako Buckner
- Brian Beegle jako Fry
- Samantha Thomas jako Harmon
- Jonathan Michael Weatherfly jako Mauk
- Lori Beth Edgeman jako Cunningham
- Moe Michaels jako Robson
- J. Don Ferguson jako generał Teague
- K.C. Powe jako Sissy